# Esquí acuático en los Juegos Mundiales de 2022
El Esquí acuático en los Juegos Mundiales de 2022 es uno de los deportes que forman parte de los Juegos Mundiales de 2022 celebrados en Birmingham, Alabama durante el mes de julio de 2022, y se llevó a cabo en el Oak Mountain State Park.

## Participantes
- Argentina (2)
- Australia (7)
- Austria (1)
- Bélgica (2)
- Bielorrusia (3)
- Brasil (1)
- Canadá (5)
- China (2)
- Colombia (3)
- República Checa (2)
- República Dominicana (1)
- Francia (5)
- Alemania (3)
- Reino Unido (3)
- Grecia (2)
- Hong Kong (1)
- Irlanda (1)
- Israel (1)
- Italia (3)
- Japón (3)
- Letonia (1)
- Malasia (1)
- México (2)
- Marruecos (1)
- Namibia (1)
- Nueva Zelanda (2)
- Sudáfrica (1)
- Corea del Sur (1)
- España (1)
- Suecia (1)
- Suiza (2)
- Tailandia (1)
- Ucrania (1)
- Estados Unidos (8)

## Resultados

### Masculino
| Evento    | Oro              | Plata            | Bronce         |
| --------- | ---------------- | ---------------- | -------------- |
| Trucos    | Adam Pickos      | Danylo Filchenko | Pierre Ballon  |
| Slalom    | Nate Smith       | Brando Caruso    | Cole McCormick |
| Salto     | Danylo Filchenko | Taylor Garcia    | Tobías Giorgis |
| Wakeboard | Nic Rapa         | Stefano Comollo  | Maxime Roux    |

### Femenino
| Evento    | Oro              | Plata            | Bronce                |
| --------- | ---------------- | ---------------- | --------------------- |
| Trucos    | Neilly Ross      | Anna Gay         | Aaliyah Yoong Hanifah |
| Slalom    | Regina Jaquess   | Jaimee Bull      | Geena Krueger         |
| Salto     | Lauren Morgan    | Taryn Grant      | Valentina González    |
| Wakeboard | Hinata Yoshihara | Eugenia De Armas | Taylor McCullough     |

## Medallero
| Rank                | País                | Oro | Plata | Bronce | Total |
| ------------------- | ------------------- | --- | ----- | ------ | ----- |
| 1                   | Estados Unidos      | 4   | 2     | 1      | 7     |
| 2                   | Canadá              | 1   | 2     | 1      | 4     |
| 3                   | Ucrania             | 1   | 1     | 0      | 2     |
| 4                   | Australia           | 1   | 0     | 0      | 1     |
| 4                   | Japón               | 1   | 0     | 0      | 1     |
| 6                   | Italia              | 0   | 2     | 0      | 2     |
| 7                   | Argentina           | 0   | 1     | 1      | 2     |
| 8                   | Francia             | 0   | 0     | 2      | 2     |
| 9                   | Alemania            | 0   | 0     | 1      | 1     |
| 9                   | Chile               | 0   | 0     | 1      | 1     |
| 9                   | Malasia             | 0   | 0     | 1      | 1     |
| Totales (11 países) | Totales (11 países) | 8   | 8     | 8      | 24    |